# Alfred Joseph Casson
Pour les articles homonymes, voir Casson (homonymie).
Alfred Joseph Casson, (17 mai 1898 – 20 février 1992) est un artiste peintre canadien membre du Groupe des Sept.

## Biographie
Casson naît à Toronto en 1898. Sa famille déménage ensuite à Guelph et à Hamilton. Il quitte l’école à quinze ans pour devenir apprenti lithographe à l’Hamilton Technical High School (en), tout en suivant des cours à l’Ontario College of Art et à la Central Technical School (en) de Toronto, avec le maître Alfred Howell.
Il tient sa première exposition à Toronto à l’Exposition nationale canadienne en 1917.
Il est plus tard embauché par la firme de graveurs Brigden’s et suit les cours de Franklin Carmichael, un des membres fondateurs du Groupe des Sept. Ce dernier le présente aux autres artistes du groupe et l’invite à faire partie du Arts and Letters Club de Toronto.
Durant les années vingt, Casson continue de peindre et s’intéresse à l’aquarelle. Il fonde même en 1925, avec Carmichael et Fredrick Brigden la Société canadienne de l'aquarelle (Canadian Society of Painters in Water Colour).

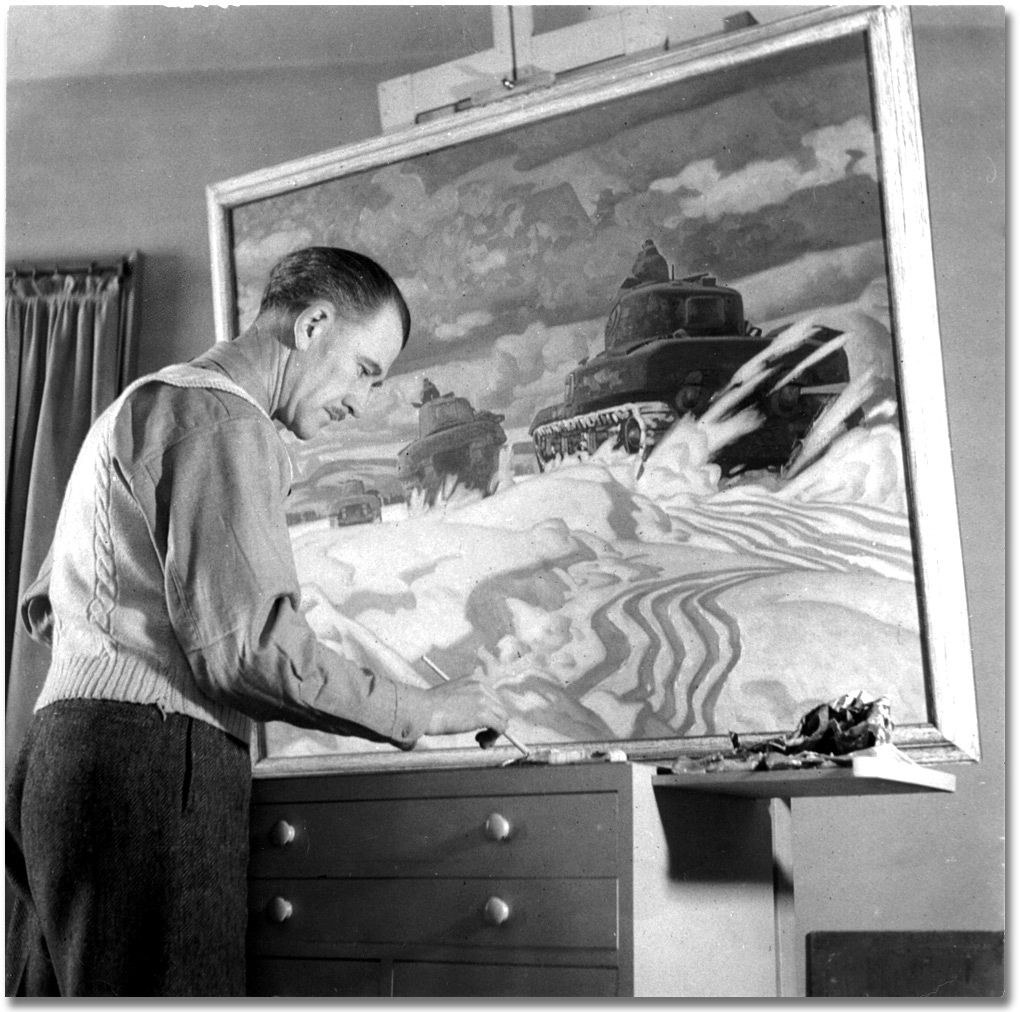
A. J. Casson en train de peindre.

Lorsque Frank Johnston quitte le Groupe des Sept, Casson se rapproche du groupe, avant d’être, en 1926, officiellement invité par Carmichael à devenir un des membres. Le groupe cesse cependant ses activités quelques années plus tard. Casson entre alors au Canadian Group of Painters, en 1933. Plusieurs membres du Groupe des Sept deviennent d’ailleurs membres de ce nouveau groupe, dont Lawren Harris, Arthur Lismer, A. Y. Jackson, et Franklin Carmichael.
Casson fait également partie de l’Académie royale des arts du Canada (Royal Canadian Academy of Arts), dont il est président de 1948 à 1952, de l'Ontario Society of Artists (en) et de l’Académie américaine de design de New York. Il est décoré de la médaille de l'Académie royale des arts du Canada en 1969 et est reçu officier de l'ordre du Canada en 1978.
Casson continuera de peindre jusqu’à la fin de sa vie. Il est connu pour ses sujets inspirés des paysages ruraux du sud de l’Ontario. Il affectionne également peindre les villages et les maisons de campagne, témoignage d’un monde en voie de disparition, qu'il représente avec des couleurs vives et des effets de lumière accentués.